# Una mente maravillosa (libro)
Una mente maravillosa es la biografía, no autorizada, del ganador del Premio Nobel, economista y matemático John Forbes Nash escrita por Sylvia Nasar, corresponsal en temas de economía de The New York Times.  La película con el mismo nombre de 2001 está basada en este libro.
El libro es una biografía de Nash, empezando por su niñez, sobre los años en Princeton y MIT, su trabajo para la corporación RAND, su familia, hasta su problema con la esquizofrenia. Acaba con el reconocimiento a su carrera con la entrega del Premio Nobel en 1994. El libro constituye una detallada descripción de todos los aspectos de la vida de Nash y un cercano examen a su personalidad y motivación y da una interesante perspectiva sobre sus relaciones personales y profesionales con sus problemas de salud mental.
El libro ganó en 1998 el National Book Critics Circle Award en la sección de Biografía, una nominación al Premio Pulitzer también en la sección de Biografía, así como encabezar la lista de libros más vendidos de The New York Times. Es particularmente notable por la descripción de la genialidad de Nash tanto como su lucha con la enfermedad mental.